# Cupa Mondială de Baschet Masculin din 2019 - Grupa L
Grupa L de la Cupa Mondială de Baschet Masculin din 2019 a fost o grupă din etapa a doua din cadrul Cupei Mondiale de Baschet Masculin din 2019 care și-a desfășurat meciurile la Nanjing Youth Olympic Sports Park Gymnasium, Nanjing. Echipele din această grupă sunt cele care s-au clasat pe primele două locuri din grupele preliminare Grupa G și Grupa H. Echipele au jucat contra celorlalte două echipă din cealaltă grupă. După ce toate meciurile au fost jucate, primele două echipe din clasament s-au calificat în sferturile de finală, echipa de pe locul al treilea s-a clasat în zona locurilor 9-12, iar echipa de pe locul al patrulea s-a clasat în zona locurilor 13-16.

## Clasament
| Loc | Echipa               | MJ | V | Î | PM  | PP  | PD  | Pct | Calificare     |
| --- | -------------------- | -- | - | - | --- | --- | --- | --- | -------------- |
| 1   | Australia            | 5  | 5 | 0 | 458 | 416 | +42 | 10  | Quarter-finals |
| 2   | Franța               | 5  | 4 | 1 | 447 | 369 | +78 | 9   | Quarter-finals |
| 3   | Lituania             | 5  | 3 | 2 | 424 | 336 | +88 | 8   |                |
| 4   | Republica Dominicană | 5  | 2 | 3 | 337 | 390 | −53 | 7   |                |

## Meciuri

### Australia vs. Republica Dominicană
| 7 septembrie 2019 16:00 |

| Raport |

| Australia                                      | 82–76 | Republica Dominicană                       |
| Scorul pe sferturi: 24–19, 16–19, 17–14, 25–24 |       |                                            |
| Pt: Mills 19 Rec: Kay 8 Pase: Mills 9          |       | Pt: Vargas 16 Rec: Vargas 7 Pase: Solano 9 |

### Franța vs. Lituania
| 7 septembrie 2019 20:00 |

| Raport |

| Franța                                                | 78–75 | Lituania                                              |
| Scorul pe sferturi: 26–14, 24–26, 15–14, 13–21        |       |                                                       |
| Pt: Fournier 24 Rec: Gobert 8 Pase: Albicy, De Colo 4 |       | Pt: Valančiūnas 18 Rec: Valančiūnas 8 Pase: Sabonis 4 |

### Republica Dominicană vs. Lituania
| 9 septembrie 2019 16:00 |

| Raport |

| Republica Dominicană                           | 55–74 | Lituania                                                             |
| Scorul pe sferturi: 14–19, 10–19, 15–14, 16–22 |       |                                                                      |
| Pt: Mendoza 14 Rec: Rojas 6 Pase: Solano 6     |       | Pt: Lekavičius, Valančiūnas 19 Rec: Valančiūnas 10 Pase: Kalnietis 8 |

### Franța vs. Australia
| 9 septembrie 2019 20:00 |

| Raport |

| Franța                                         | 98–100 | Australia                                     |
| Scorul pe sferturi: 24–23, 22–23, 29–25, 23–29 |        |                                               |
| Pt: Fournier 31 Rec: Fournier 6 Pase: Gobert 6 |        | Pt: Mills 30 Rec: Bogut 6 Pase: Dellavedova 9 |